# 苏北堤河
苏北堤河，位于中华人民共和国江苏省北部，是整治因堆筑苏北大堤形成的取土塘而成的排水河道。今苏北堤河大沙河以上河段已入其他水系。现苏北堤河起自沛县北部大沙河右岸，东南流至徐州市铜山区柳新镇的张谷山附近与顺堤河合流，至蔺家坝枢纽下注京杭大运河不牢河段。全长约75公里。沿途与沿河、鹿口河和郑集河等河流相交。